# Dionýz Ilkovič
Dionýz Ilkovič (Šarišský Štiavnik, 18 januari 1907 – Bratislava, 3 augustus 1980) was een Slowaaks fysisch scheikundige op het gebied van de polarografie.

## Biografie
Ilkovič werd geboren in Šarišský Štiavnik, een stad in het noordelijk gedeelte van de regio Prešov. Hij was het tweede kind van de vier kinderen van de Grieks-katholieke priester Hilár Ilkovič (1874-1956) en Ivena Toronská (1881-1963).
Hij genoot zijn opleiding aan een openbare basisschool in Fulianka, gevolgd door een katholiek gymnasium in Prešov en een Tsjecho-Slowaaks gymnasium in dezelfde stad. Vervolgens ging hij naar Praag waar hij aan een opleiding elektrotechniek begon op de Tsjechische Technische Universiteit (1924/25). Hij zette zijn opleiding voort op de Karelsuniversiteit Praag (1925-1930) waar hij schei- en natuurkunde studeerde. Op deze universiteit ontmoette hij ook professor Jaroslav Heyrovský die zijn leermeester zou worden.
Ilkovič werd onderzoeksassistent van Heyrovský in Praag, waar hij onder diens supervisie werkte op het gebied van polarografie. In 1932 promoveerde Ilkovič. Na zijn afstuderen was hij docent scheikunde op diverse middelbare scholen (1932-1940). In 1940 keerde hij terug naar Slowakije waar hij tot aan zijn pensionering in 1976 hoogleraar was aan de Technische Universiteit en de Wetenschapsacademie van de Comenius Universiteit Bratislava. Daarnaast was hij oprichter van de afdeling natuurkunde van de Slowaakse Academie van Wetenschappen en was gedurende de beginperiode, de voorzitter ervan.